# Пельба
Пельба — река в России, протекает по Мурманской области. Устье реки находится в 24 км по правому берегу реки Шовна. Длина реки составляет 17 км, площадь водосборного бассейна 72,6 км². Протекает через озеро Пельбъявр.

## Данные водного реестра
По данным государственного водного реестра России относится к Баренцево-Беломорскому бассейновому округу, водохозяйственный участок реки — Тулома от Верхнетуломского гидроузла и до устья. Речной бассейн реки — бассейны рек Кольского полуострова, впадает в Баренцево море.
Код объекта в государственном водном реестре — 02010000412101000001300.